# Cophocerotis
Cophocerotis là một chi bướm đêm thuộc họ Geometridae.

## Các loài
- Cophocerotis jaspeata (Dognin, 1893)